# Compagnie des chemins de fer du Maroc
Die Compagnie des chemins de fer du Maroc (CFM) war eine Bahngesellschaft in Marokko. Sie wurde als Aktiengesellschaft nach französischem Recht mit einem Startkapital von 50 Millionen Franc gegründet und erhielt am 21. August 1920 die Konzession für das für Marokko, damals unter der Herrschaft von Frankreich und Spanien, entworfene Eisenbahnnetz. Die Hauptaktionäre waren die Compagnie générale du Maroc, die Compagnie marocaine, die Compagnie des chemins de fer de Paris à Lyon et à la Méditerranée (PLM) und die Compagnie du chemin de fer de Paris à Orléans (PO).
Anfänglich enthielten alle marokkanischen Eisenbahnlinien – sie hatten militärische Zwecke zu erfüllen – die Spurweite von 600 Millimetern. Bis 1936 wurden sie vollumfänglich auf Normalspur umgebaut. Unter der Ägide der CFM wurden Streckenabschnitte wie folgt eröffnet:
- Rabat–Salé–Kénitra–Sidi Kacem: 5. April 1923
- Casablanca–Rabat: 21. April 1925
- Casablanca–Sidi el Aïdi–Settat–Mechra Ben Abbou: 14. Juni 1925
- Mechra Ben Abbou–Marrakesch: 7. November 1928
- Benguérir–Youssoufia: 23. November 1932
- Youssoufia–Safi: 7. Mai 1936

1963, wenige Jahre nach der Unabhängigkeit Marokkos von der französischen Kolonialmacht, ging die CFM in der neugegründeten staatlichen Eisenbahngesellschaft, der ONCF, auf.